# Harmatelia bilinea
Harmatelia bilinea là một loài bọ cánh cứng trong họ Đom đóm (Lampyridae). Loài này được Walker miêu tả khoa học năm 1858.